# Drumul european E21
Drumul european 21 (E21) este un traseu al rețelei rutiere europene care leagă Metz de Geneva, trecând prin Nancy, Dijon și Mâcon. Acest traseu traversează două țări, Franța și Elveția.

## Istorie
Până în 1985, traseul E21 continua până la Marsilia, folosind A41 până la Grenoble, apoi A48 și N532 până la Valence, precum și A7 până la Marsilia. Acest ax este preluat de atunci de E712, E713 și E714 succesiv.

## Traseu
| Franța  |                                   |                         |                              |
|         | Traseu                            |                         | Intersecții Drumuri Europene |
| A31     | Metz - Beaune                     | Metz                    | E25 E50                      |
| A31     | Metz - Beaune                     | între Metz și Nancy     | E23                          |
| A31     | Metz - Beaune                     | între Langres și Beaune | E17                          |
| A6 E15  | Beaune - Mâcon                    |                         |                              |
| A40 E62 | Mâcon - Saint-Julien-en-Genevois  | Pont-d'Ain              | E611                         |
| A41 E62 | Saint-Julien-en-Genevois          |                         |                              |
| Elveția |                                   |                         |                              |
| A1 E62  | Saint-Julien-en-Genevois - Geneva |                         |                              |
| A1a     | Geneva                            |                         |                              |